# 2014년 이키케 지진
2014년 이키케 지진(스페인어: Terremoto de Iquique de 2014, 영어: 2014 Iquique earthquake)은 2014년 4월 1일 칠레 연안에서 발생한 규모8.2의 지진이다. 진앙은 이키케에서 83km 앞바다이다.

## 같이 보기
- 2010년 칠레 지진
- 칠레의 지진 목록